# Bigsby

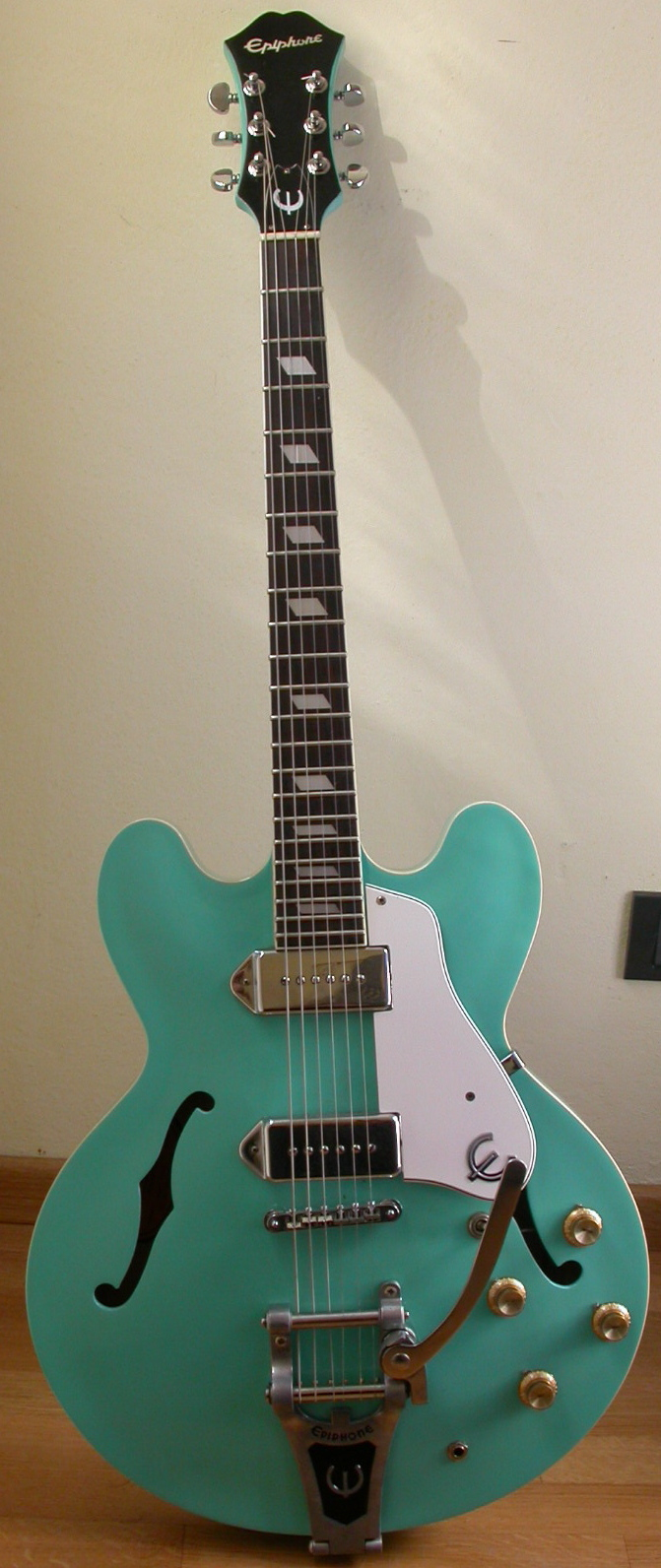
Epiphone Casino VT met Bigsby.

Bigsby is een bedrijf dat gitaarhardware maakt. Al in 1948 produceerde Paul Bigsby massieve electrische gitaren die geschikt waren voor massaproductie en was daarmee drie jaar eerder dan Fender die de Broadcaster (de latere Telecaster) in 1951 op de markt bracht. Tot echte massaproductie van deze gitaren kwam het echter niet. De naam Bigsby staat tegenwoordig synoniem voor hun Bigsby-gitaarvibrato. Dit type werd eind jaren '40 uitgevonden door Paul Bigsby. Er bestaan meerdere types Bigsby, voor elk type elektrische gitaar die niet al in fabriek van een vergelijkbaar systeem voorzien zijn. Een Bigsby wordt met schroeven bevestigd ter hoogte van de strap-pin voor de draagriem, en op het bovenblad/top van de gitaar. Er bestaan adapters, die voorkomen dat er extra in de gitaar geboord en geschroefd hoeft te worden, van Vibramate.
Bij de Bigsby zitten de snaren opgespannen rond een kantelbare as. Deze as zit vast aan de basisplaat van de vibrato-arm (meestal foutief tremolo-arm genaamd). De spanning van de snaren wordt tegengewerkt door een veer onder de arm. Door tijdens het spelen op de vibrato-arm te duwen, wordt de as gekanteld; en komen de snaren minder strak te staan. Hierdoor gaat de toonhoogte van de trillende snaren omlaag. De spanning van de spiraalveer zorgt er na loslaten voor, dat de snaren hun uitgangs-positie c.q. toonhoogte weer aannemen. De arm kan ook omhoog getrokken worden om de snaren strakker te laten staan, en dus de toonhoogte te laten stijgen; maar hierbij bestaat het risico dat er een snaar uit de bevestiging springt wanneer dit te ver gebeurt. Een Bigsby vibrato-arm is daarmee vooral geschikt voor het naar beneden buigen van tonen. Het vibratobereik van een Bigsby is subtieler dan van een Stratocaster-vibrato of daarop voortbordurende vibratobruggen.
Tot 1966 was het bedrijf eigendom van Paul Bigsby. Dat jaar kocht Ted McCarthy, die net als CEO van Gibson was gestopt, het bedrijf. In 1999 kwam Bigsby in handen van Fred Gretsch (eigenaar van Gretsch) die het in januari 2019 aan Fender Musical Instruments verkocht.